# Телма
Телевизия Телма (на македонска литературна норма: Телевизија Телма) е частен телевизионен канал в Северна Македония, който стартира през 1996 г. Неин основател и собственик е Макпетрол АД – Скопие. Тематиката на телевизията е информационна, развлекателна, културно-художествена и документална.